# Taormina Film Fest 2024
La 70ª edizione del Taormina Film Fest si è svolta a Taormina dal 12 al 19 luglio 2024.
Il festival ha sede presso le sale del Palazzo dei Congressi e il teatro antico. La direzione artistica è assegnata a Marco Muller.

## Le sezioni
Sono previste quattro sezioni principali: Gala, Focus Mediterraneo, Officina Sicilia e Proiezioni – suoni e parole.

### Gala
7 titoli, fra cui 4 anteprime mondiali.
- Il giudice e il boss di Pasquale Scimeca (ITALIA)

- Saint Claire di Mitzi Peirone (USA)
- Twisters di Lee Isaac Chung (USA)
- The Surfer di Lorcan Finnegan (USA/AUSTRALIA)
- Touch di Baltasar Kormàkur (UK/ISLANDA)
- L’invenzione di noi due di Corrado Cerdon (ITALIA)
- Finché notte non ci separi di Riccardo Antonaroli (ITALIA)

### Focus Mediterraneo
- To A Land Unknown di Mahdi Fleifel

- From Ground Zero di Rashid Masharawi

- Shikun di Amos Gitai
- Va savoir di Jacques Rivette
- Filmlovers! Di Arnaud Desplechin
- Madame Luna di Daniel Espinosa
- A son image di Thierry de Peretti

### Officina Sicilia
3 serie tv e 5 anteprime mondiali ambientate in Sicilia

#### Serie tv
- L’arte della gioia di Valeria Golino
- Vanina – Un vicequestore a Catania di Davide Marengo
- L’Ora – Inchiostro contro piombo di Piero Messina
- Anna di Niccolò Ammaniti

#### Film
- Pietra Madre di Daniele Greco e Mauro Maugeri

- Quir di Nicola Bellucci
- La bocca dell'anima di Giuseppe Carleo
- Tre regole infallibili di Marco Gianfreda
- Il ladro di stelle cadenti di Francisco Saia

### Proiezioni - suoni e parole
Format di documentari ed eventi musicali
- La Montagne Infidèle di Jean Epstein